# Deutsche Börse Cloud Exchange
Le  Deutsche Börse Cloud Exchange (DBCE), joint-venture de la Deutsche Börse (DB) de Francfort et de la société de logiciels Cloud berlinoise Zimory
, est une place de marché pour les ressources  Cloud.